# Монастир Дайтоку
Монасти́р Дайто́ку (яп. 【大徳寺】, だいとくじ, Дайтоку-джі, «монастир Великої доброчесності») — буддистський монастир у Японії, в Кіото. Належить секті Ріндзай (дзен-буддизм). Розташований у кіотському районі Кіта, в кварталі Дайтокуджі. Головна святиня — будда Шак'ямуні. Буддистський титул — гора Рюхо (【龍寶山】). Заснований ченцем Шюхо Мьочьо бл. 1325 року як імператорський монастир на базі невеликого храму, збудованого у 1315 році. Перебував під опікою імператорського дому, вважався місцем офіційного моління за династію і державу. Користувався патронатом імператора Ґо-Дайґо. Згорів під час смути Онін 1467 року. Відновлений ченцем Іккю Соджюном та сакайськими купцями. Об'єднує понад 20 малих обителей і храмів. Один із найбільших дзен-буддистських монастирських комплексів у Кіото. Місце поховання Оди Нобунаґи, національного героя Японії. Має велику колекцію старожитностей та архітектурних шедеврів, що є національними скарбами та важливими культурними пам'ятками Японії. Славиться чайними і чайними садами.

Емблема монастиря
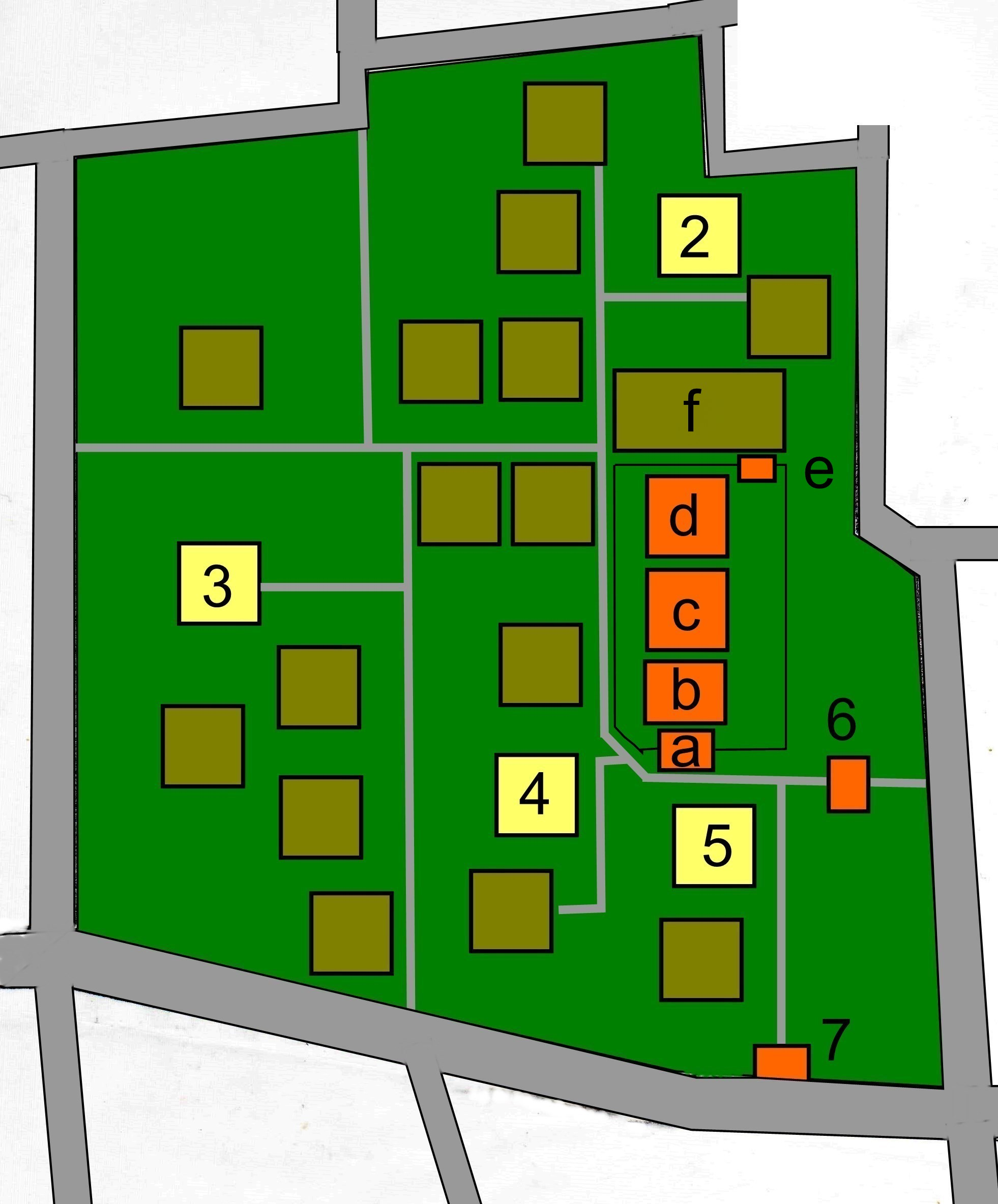
План приміщення
Лекторій
Монастирські ворота
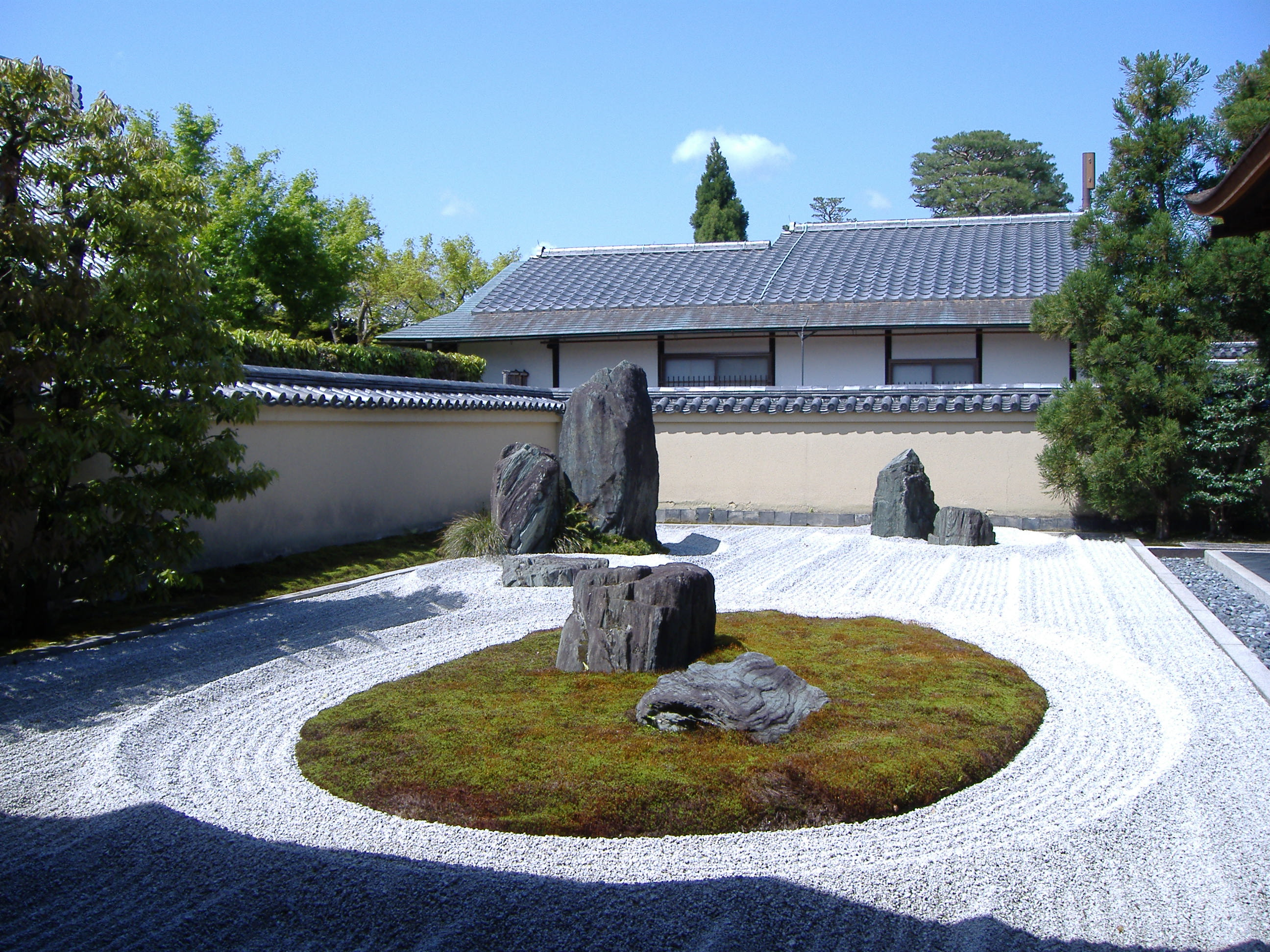
Сад обителі Рьоґен
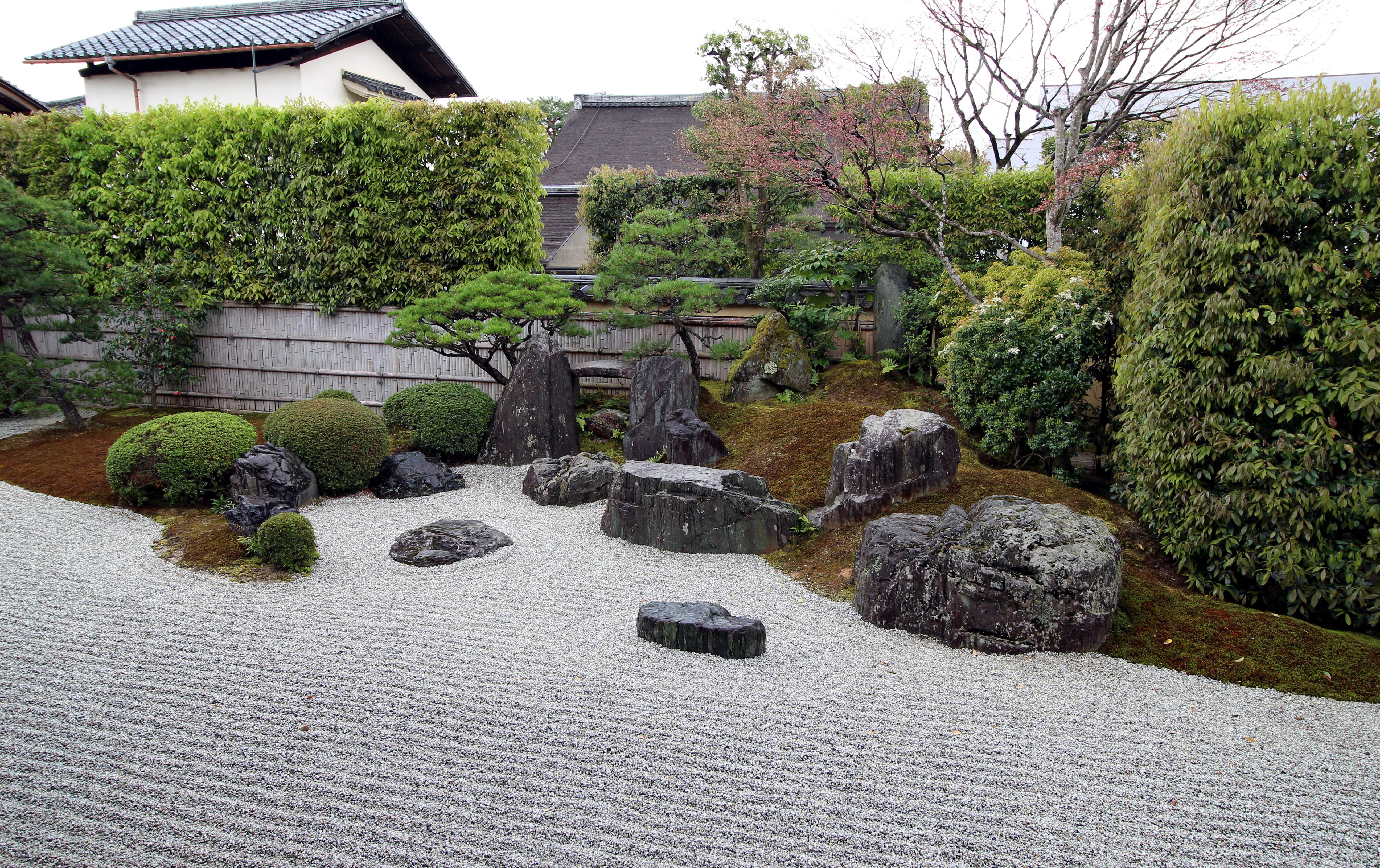
Монастирські доріжки